# Dacia Logan

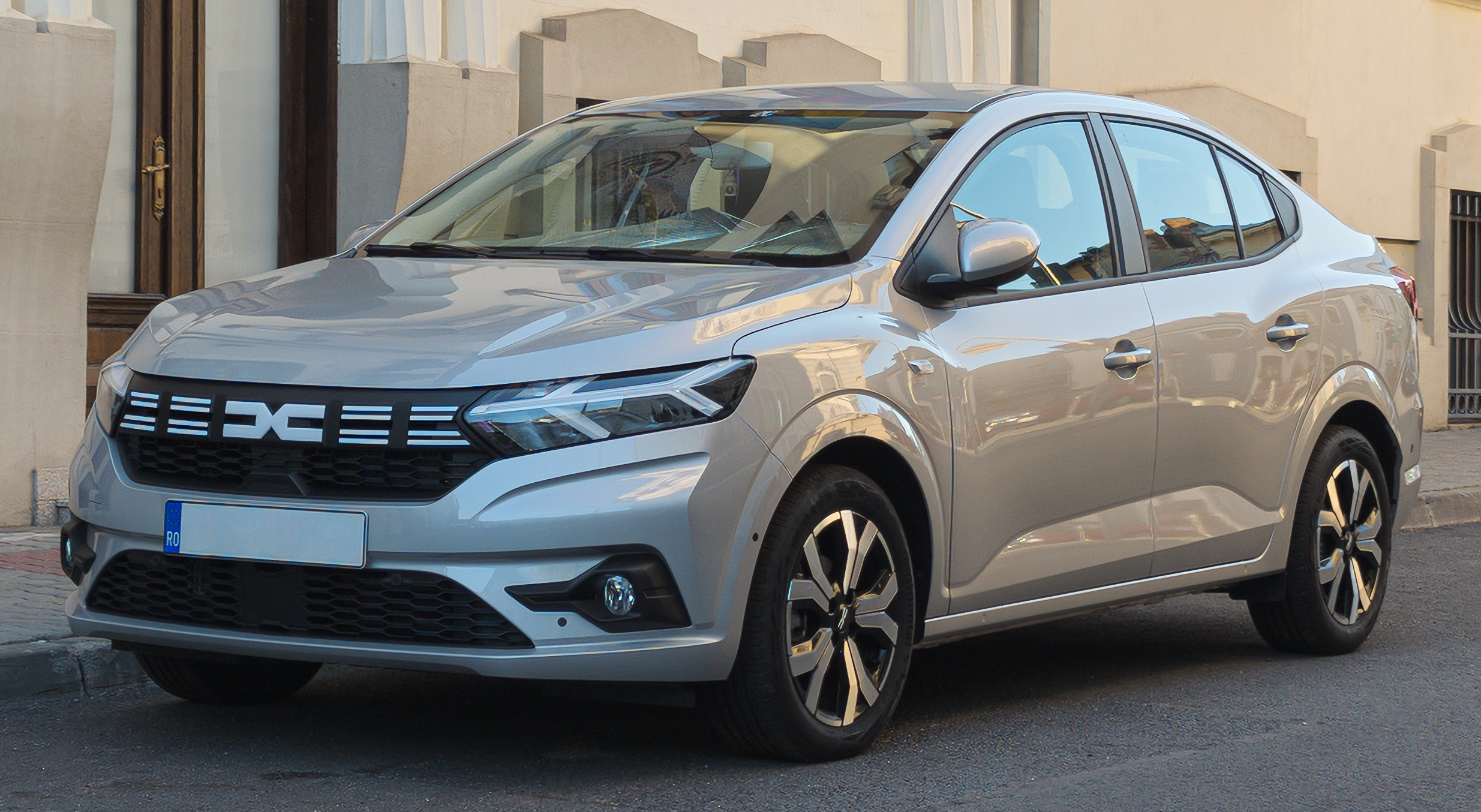
Dacia Logan

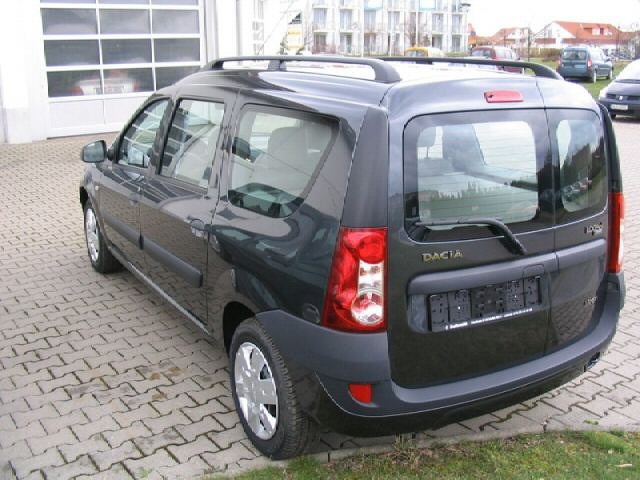
Dacia Logan MCV

De Dacia Logan is een personenauto uit de compacte middenklasse van de autofabrikant Dacia.
In Rusland, Iran en Zuid-Amerika wordt de auto verkocht als Renault Logan, in Rusland ook als Lada Largus, in Zuid-Afrika als Nissan NP200, in Midden-Amerika als Nissan Aprio en in India als Mahindra Renault Logan en Mahindra Verito.

## Eerste generatie (2004-2013)
De vierdeurs Logan sedan wordt sinds 2004 in Roemenië door Dacia, een dochterbedrijf van Renault, geproduceerd. Sinds 2005 wordt de auto ook in Rusland, Marokko en Colombia geproduceerd en geleverd. In 2006 zou de productie in Iran, India en de Volksrepubliek China opgestart worden, tot 2010 zou de jaarproductie 700.000 stuks zijn. De Logan is in Roemenië de opvolger van de Dacia Solenza.
De Logan werd vanaf september 2004 als "5.000 euro-auto" aangeboden in Afrika, Zuid-Amerika en Oost-Europa. In Duitsland werd een gemodificeerde uitvoering (met twee airbags, ABS, etc) voor rond de  7.200 euro aangeboden en was daarmee in 2005 de goedkoopste auto in Duitsland. In Nederland was de richtprijs 8.495 euro.(2006)
De Logan werd met 3 Renault-benzinemotor uitvoeringen geleverd, 1,4 liter (75 pk), 1,6 liter (87 pk) en een 1,6 met 16 kleppen (105 pk) met een verbruik van 6,8 (1.4), 7,2 (1.6) en 7,1 (1.6 16v) liter Euro 95 per 100 km en een maximale snelheid van 162 (1.4), 175 (1.6) en 183 (1.6 16v) km/h. Daarnaast werd de Logan ook geleverd met een dieselmotor, eveneens van Renault. Deze 1.5 dCi leverde 68 pk met een gemiddeld verbruik van 4,7 liter diesel per 100 kilometer en een maximale snelheid van 158 km/h. De auto zelf deelde veel techniek met de Renault Clio en was gebouwd op hetzelfde platform als de Renault Modus en Nissan Micra.

### Logan MCV, Van en Pick-up
In november 2006 introduceerde Dacia ook een stationwagen-uitvoering van de Logan: de Dacia Logan MCV (Multi Convivial Vehicle). Dit model was sinds februari 2007 ook in Nederland leverbaar voor de prijs van 9.995 euro. De productie-exemplaren van de MCV waren direct afgeleid van het studiemodel Steppe dat al eerder door Dacia werd getoond op diverse autoshows. De motoren van de MCV waren gelijk aan die van de sedan. De MCV kon als vijf- of zevenpersoonsauto worden geleverd en had afhankelijk van het aantal omgeklapte zitplaatsen een bagageruimte van 200 tot 2350 liter.
Sinds 2007 waren ook de Logan Van, een bedrijfswagenuitvoering van de MCV, en de Logan Pick-up leverbaar.

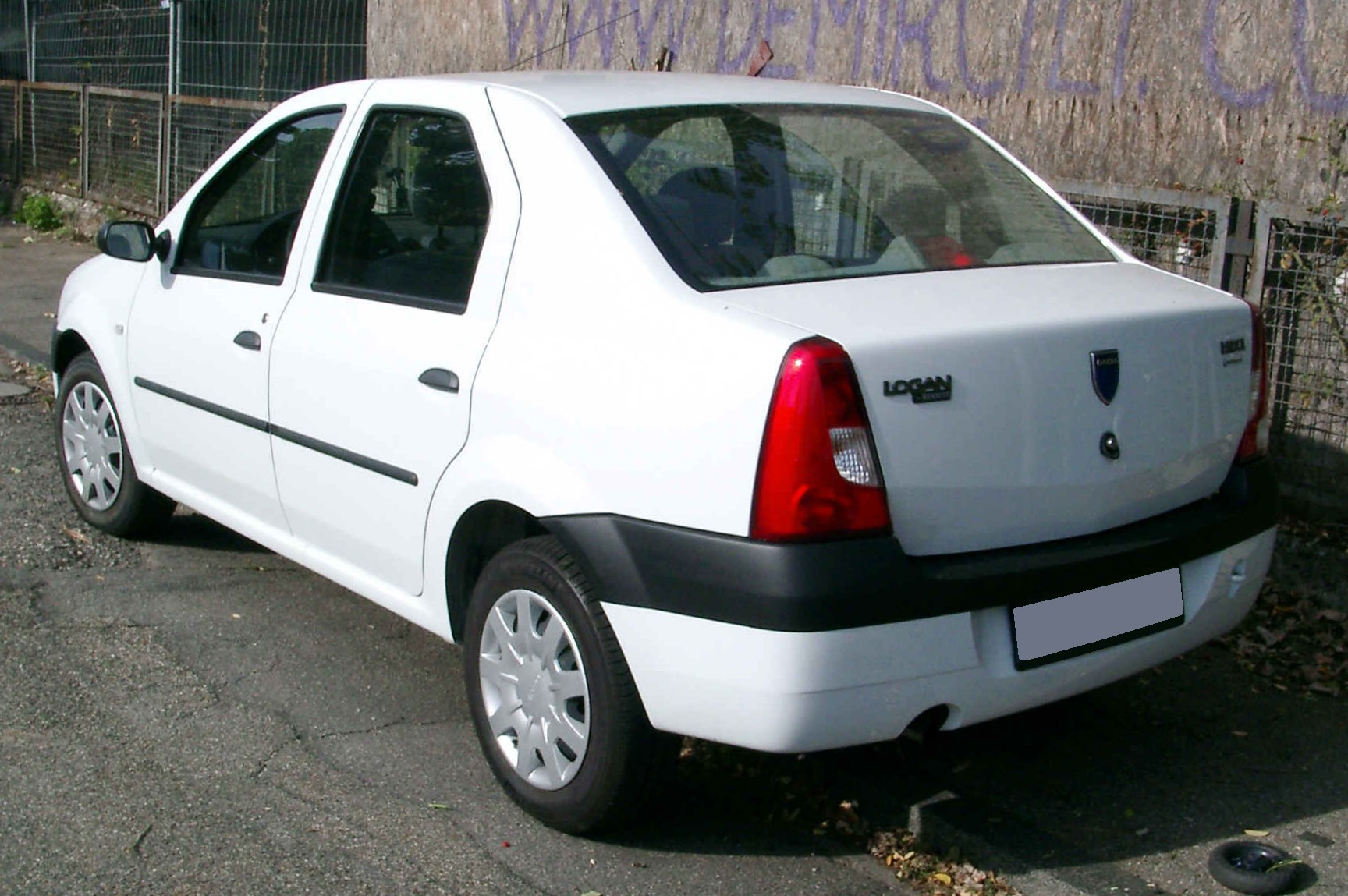
Logan sedan, achteraanzicht
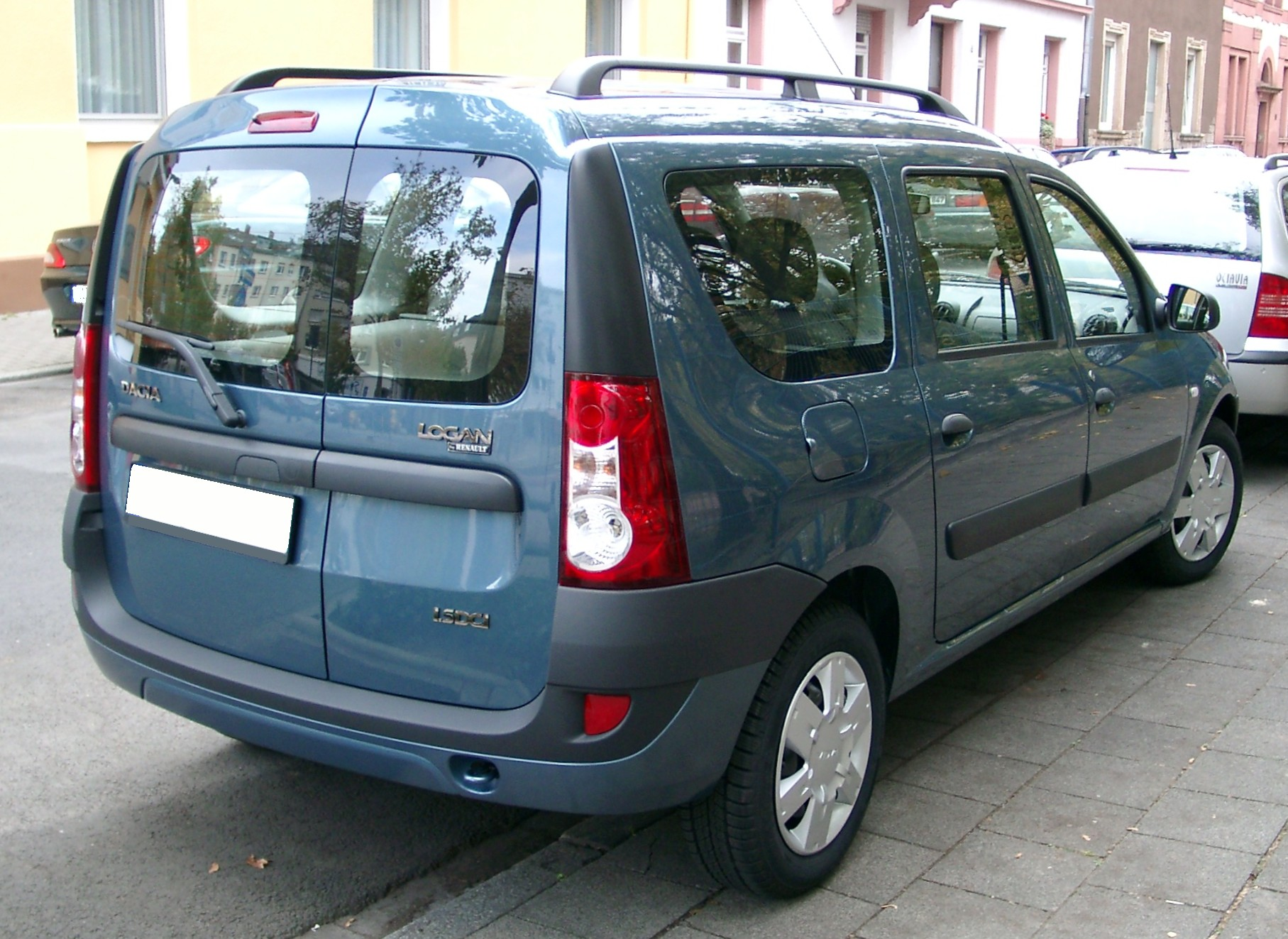
Logan MCV
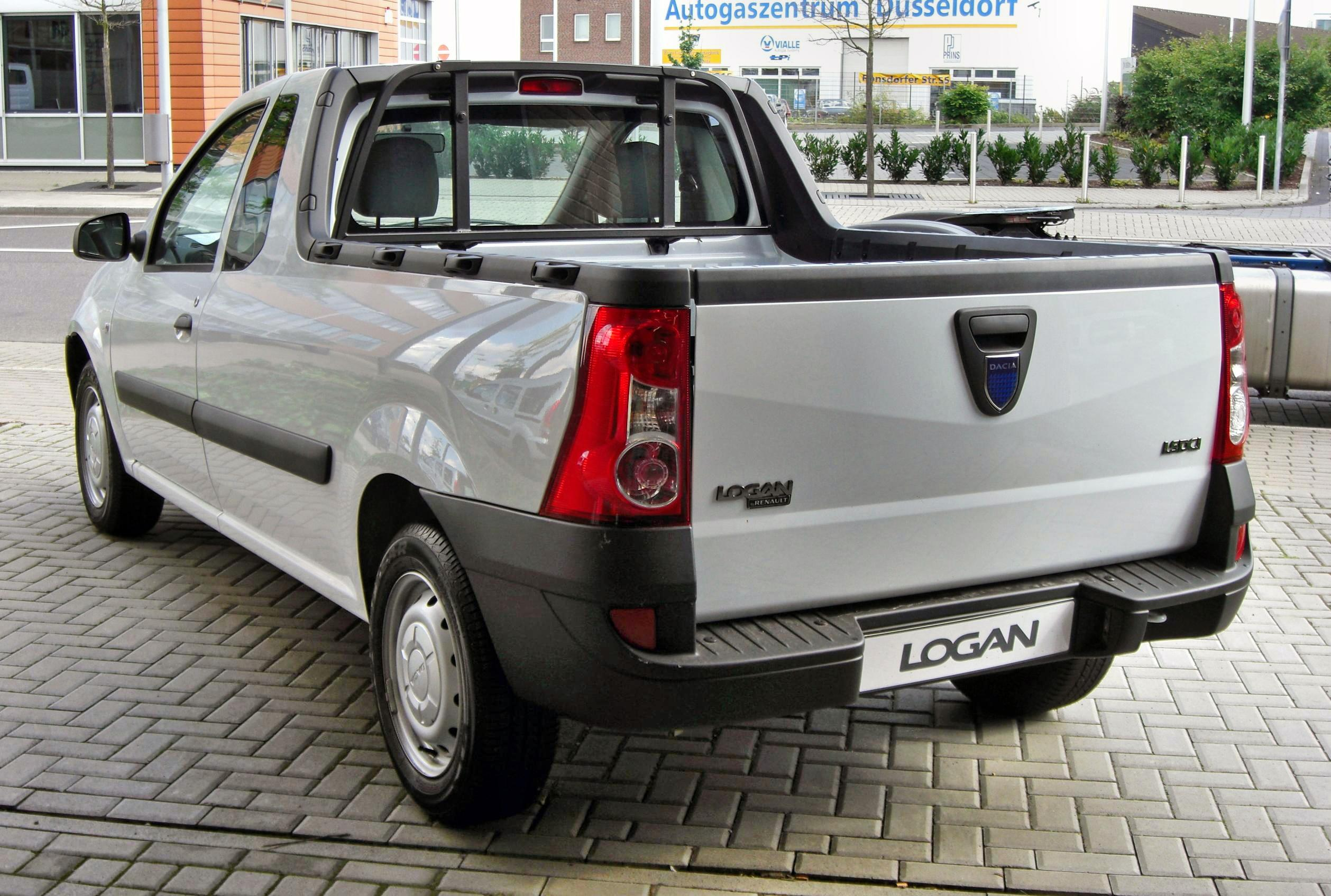
Logan Pick-Up
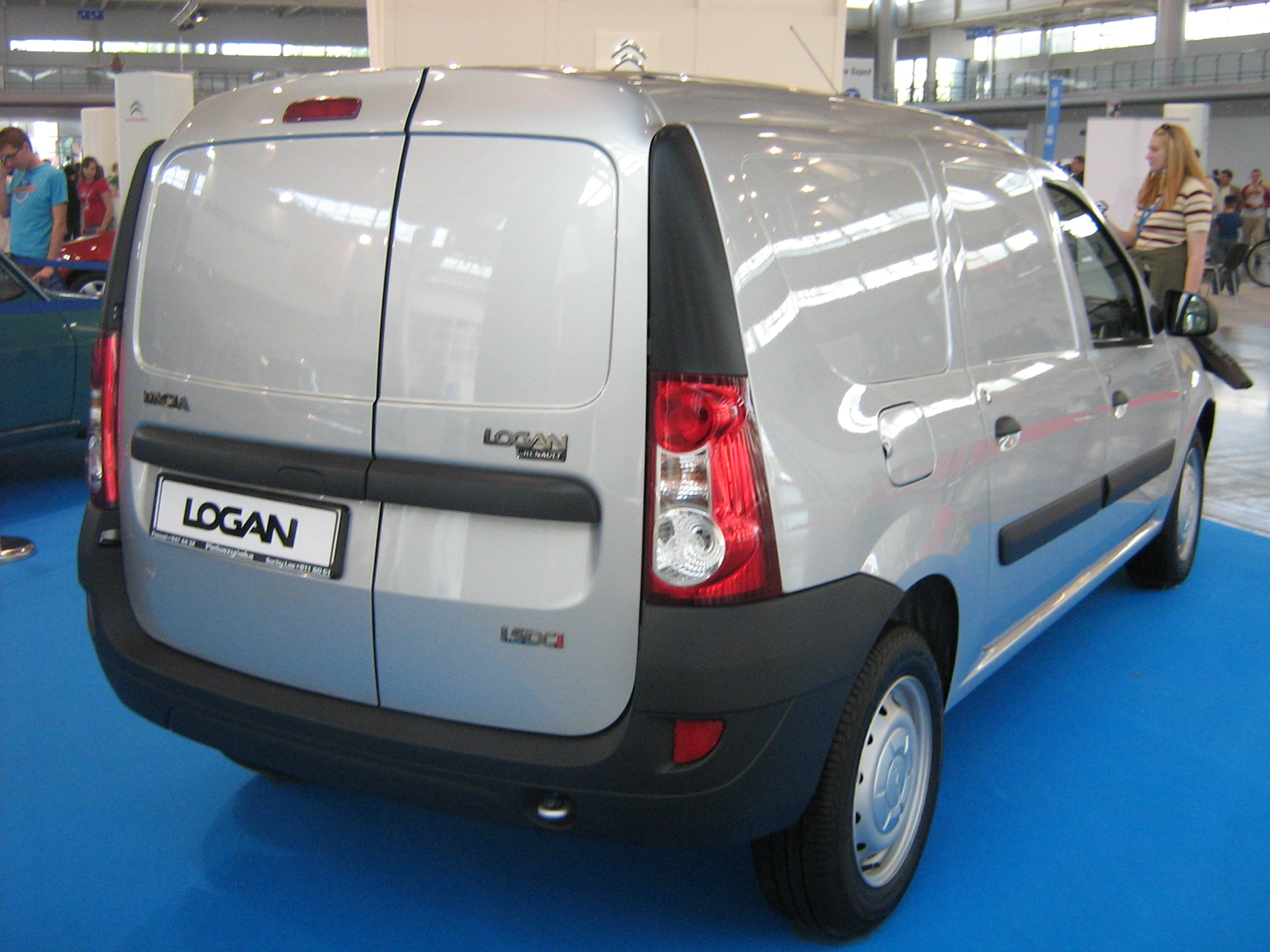
Logan Van
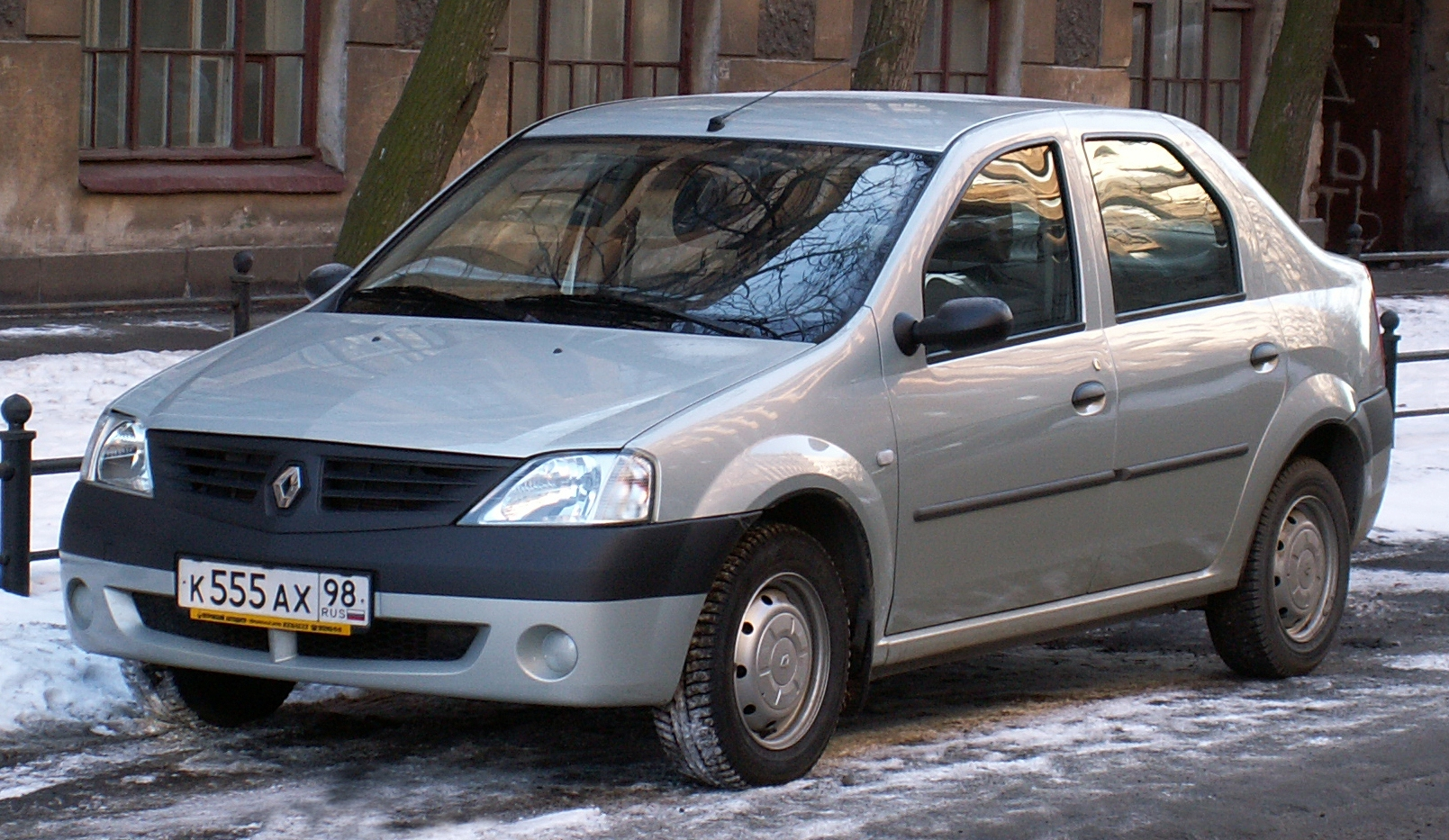
Renault Logan

### Facelift
In 2009 ondergingen de Logan en de Logan MCV een kleine facelift. De veranderingen waren alleen cosmetisch, de techniek bleef ongewijzigd. De voorkant kreeg grotere koplampen en een bredere grille met een nieuw Dacia-logo, met een chromen rand in de twee duurdere uitvoeringen (Ambiance en Lauréate). Verder kreeg de Logan een nieuwe voorbumper met een bredere luchtinlaat. Het kofferdeksel werd vervangen en kreeg een kleine spoilerlip. De achterlichten en de bumper werden ook aangepast. De Lauréate kreeg ook een chromen rand aan de achterkant.
Van de MCV, die ook werd gewijzigd in maart 2009, nam de sedan de grotere buitenspiegels over. In het interieur werd het dashboard overgenomen van de Sandero. Sinds 2008 werd de sedanversie van de Logan niet meer verkocht in Nederland. In plaats daarvan werd de Sandero leverbaar. De Logan MCV, Van en Pick-up bleven wel leverbaar. In andere landen, zoals België, bleef de Logan sedan wel naast de Sandero leverbaar.

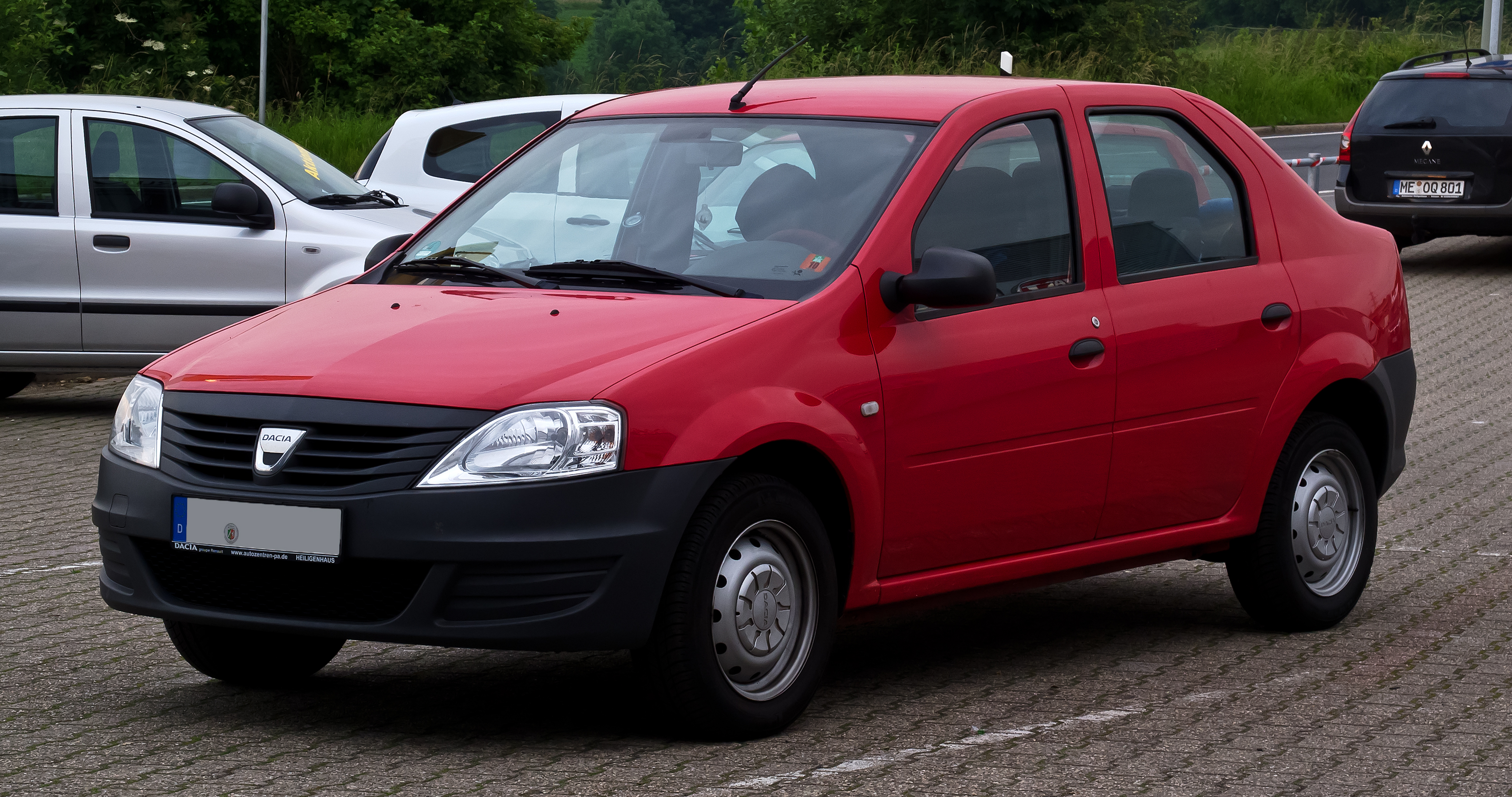
Logan sedan (facelift)
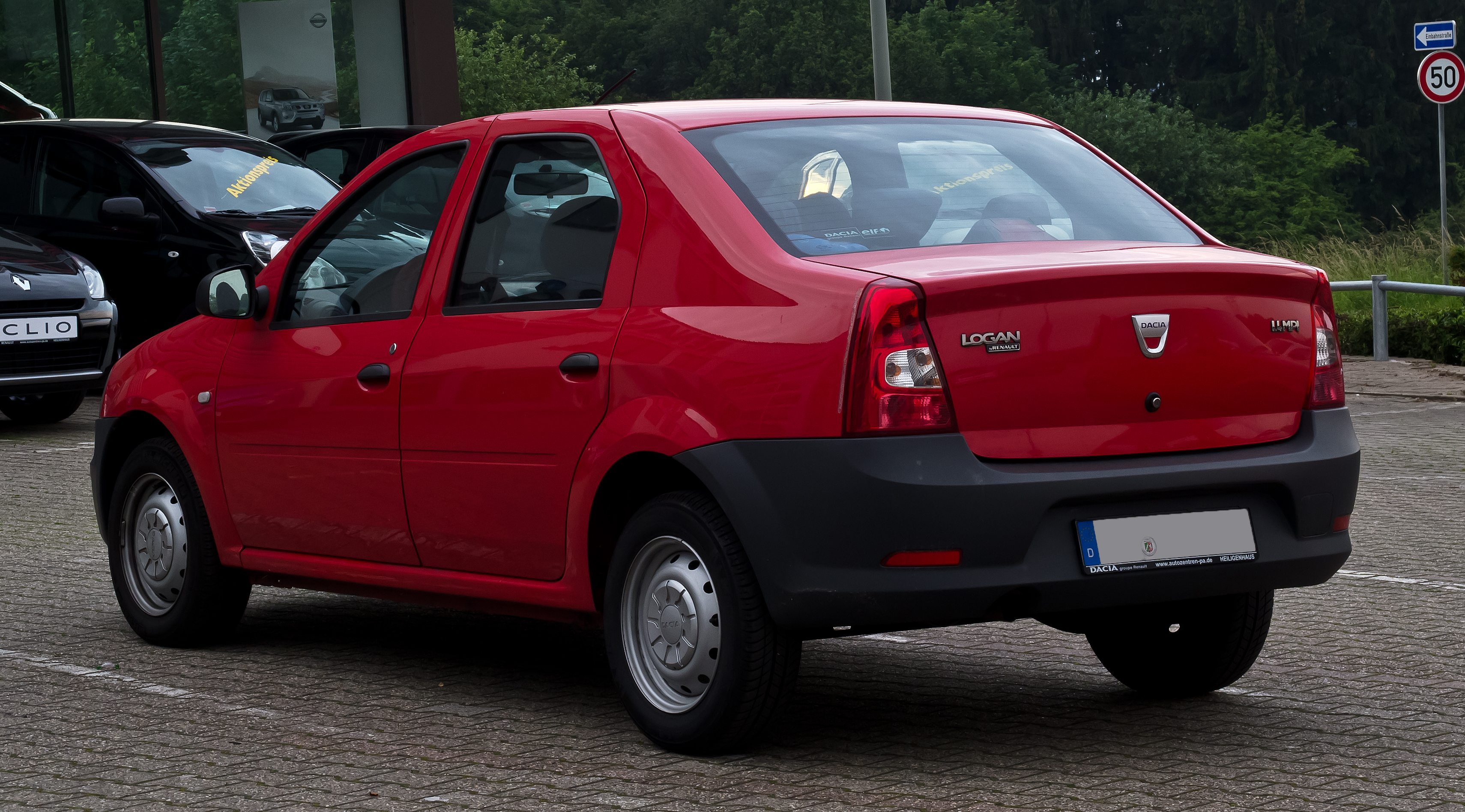
Logan sedan, achteraanzicht (facelift)
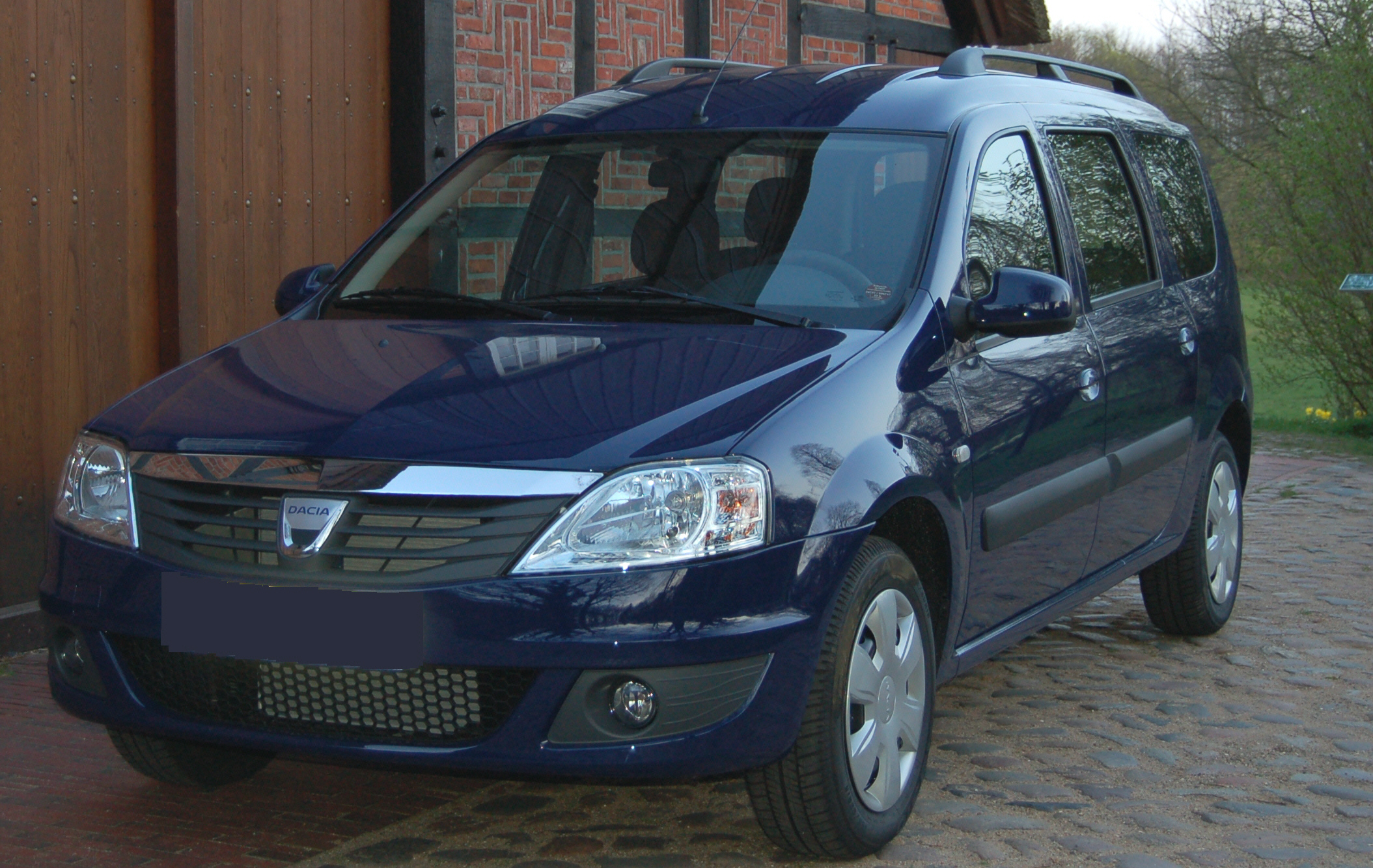
Logan MCV (facelift)
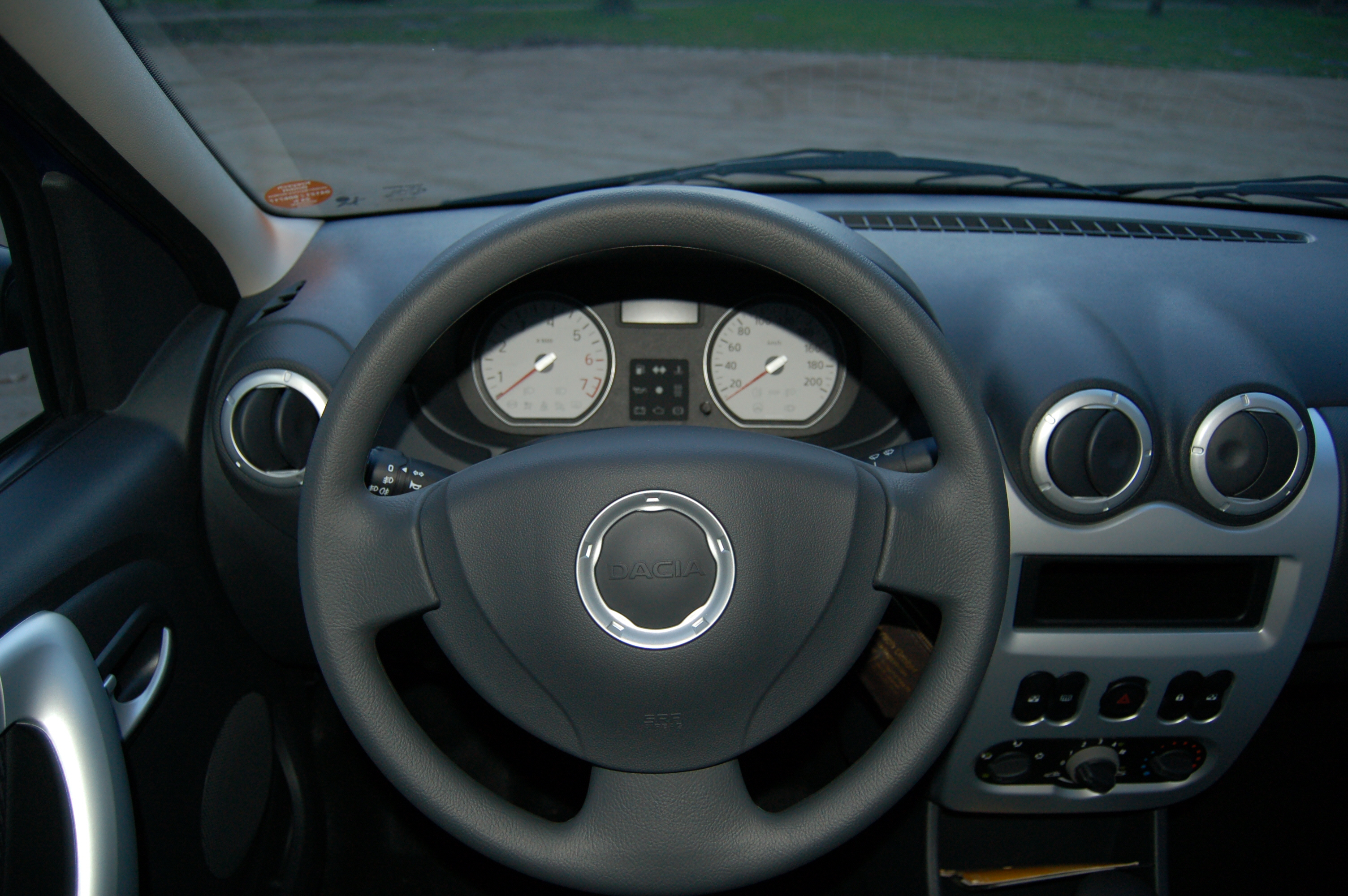
Dashboard
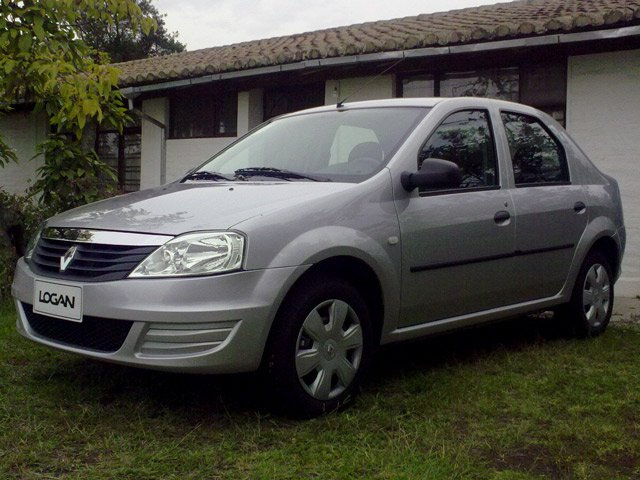
Renault Logan (facelift)

### Motorsport
Renault Sport bracht voor de Logan Endurance Cup een speciale circuitversie van de Dacia Logan 1,6 (90 pk) op de markt. De motor en versnellingsbak waren standaard, maar verder was de auto geschikt gemaakt om veilig en snel over het circuit te kunnen rijden. De auto was voorzien van onder andere een voor de autosport ontwikkelde wielophanging (speciale veren, schokbrekers en aangepast camber), rolkooi, racestoelen, brandblusinstallatie en slicks. In diverse landen werden met deze auto's kampioenschappen gereden. In Nederland werd sinds 2005 de DNRT LOGAN Endurance Cup gereden. Deze klasse die was geschikt voor beginnende rijders. De wedstrijden duurden vijf uur en de teams bestonden uit twee tot vier rijders per auto. Iedere rijder reed minimaal 20 tot maximaal 80 minuten per beurt. Er dienden minimaal vijf rijderwissels per race plaats te vinden.
Dacia kwam vanaf 2013 met een fabrieks-Logan uit in het Scandinavisch touringcar kampioenschap onder de naam Dacia Dealer Team. De auto werd bestuurd door de Zweedse coureur Mattias Andersson.
Specificaties Dacia Logan ETCC editie
- carrosserie: carbon fiber
- motor: zescilinder
- vermogen: 400 pk
- versnellingsbak: zes bak met versnellingspeddel aan het stuur
- vering: dubbele wishbone
- achterspoiler: 1 meter breedt en 30 centimeter diep
- remschijven: 370 mm remschijven
- gewicht: 1.100 kg
- lengte: 4 meter en 70 centimeter
- breedte: 1 meter  en 70 centimeter
- hoogte:  1 meter en 20 centimeter
- wielbasis: 2 meter en 75 centimeter
- wielen: 18 inch met centrale wielmoer
- banden: 260/600-18, voorzijden , 280/660-18, achterzijden
- prestaties:0-100 km/h: 3 seconden
- topsnelheid:  270 km/h +

## Tweede generatie (2012-2020)
Eind 2012, tegelijkertijd met de lancering van de tweede generatie Sandero, werd de nieuwe Logan-sedan geïntroduceerd. Dit model zou niet langer worden geïmporteerd in sommige West-Europese landen, waaronder ook Nederland. In het voorjaar van 2013 werd de nieuwe editie van de stationwagen Logan MCV gepresenteerd.
De vierdeurs sedan is wel verkrijgbaar in België, Frankrijk, Luxemburg, Spanje en Portugal, op sommige markten wordt het model als Renault Symbol verkocht. De auto is verkrijgbaar met twee 54 kW (73 pk) en 66 kW (90 pk) benzinemotoren en twee dieselvarianten met 55 en 66 kW (90 pk).

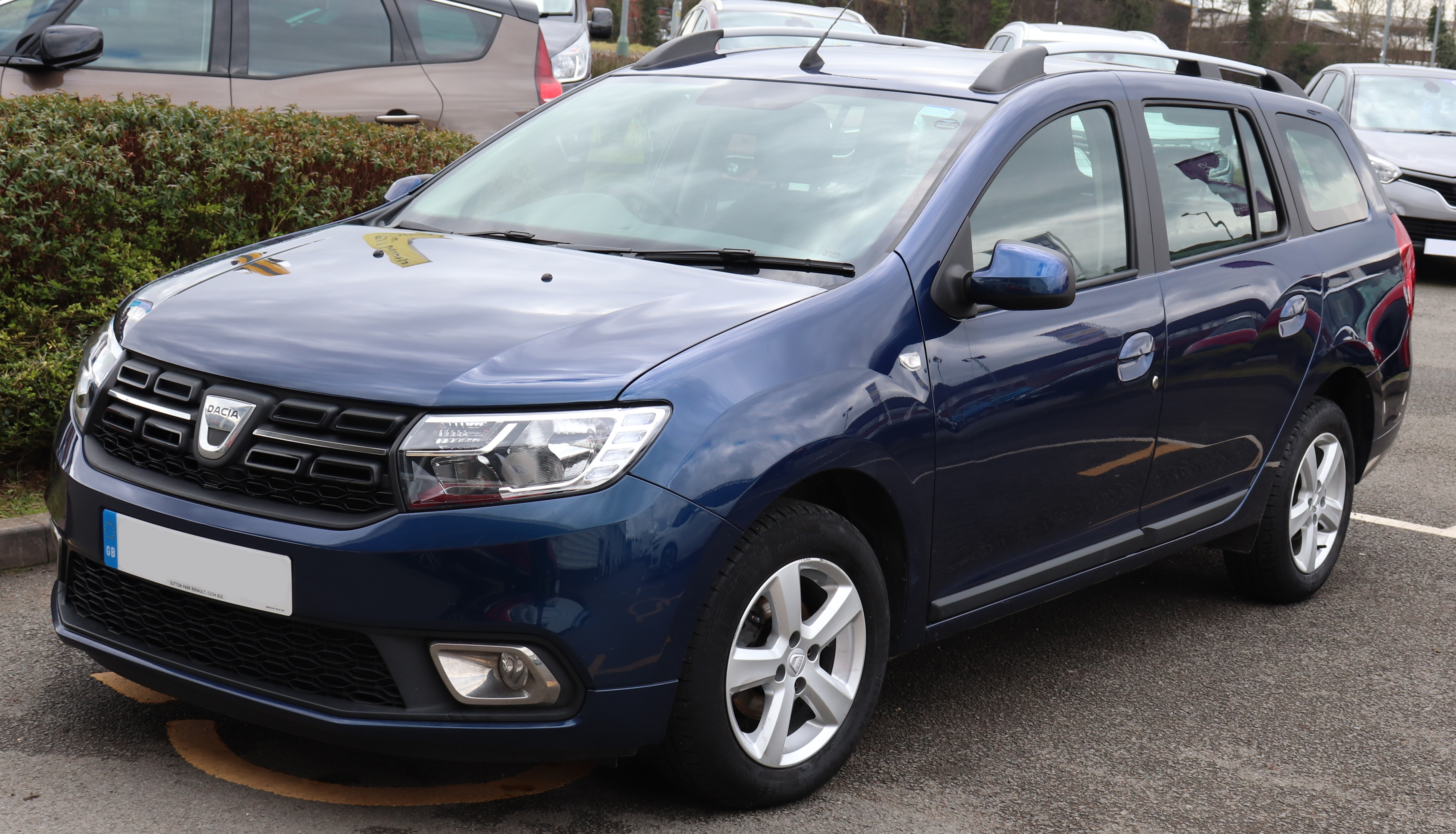
Logan MCV (sinds 2013)
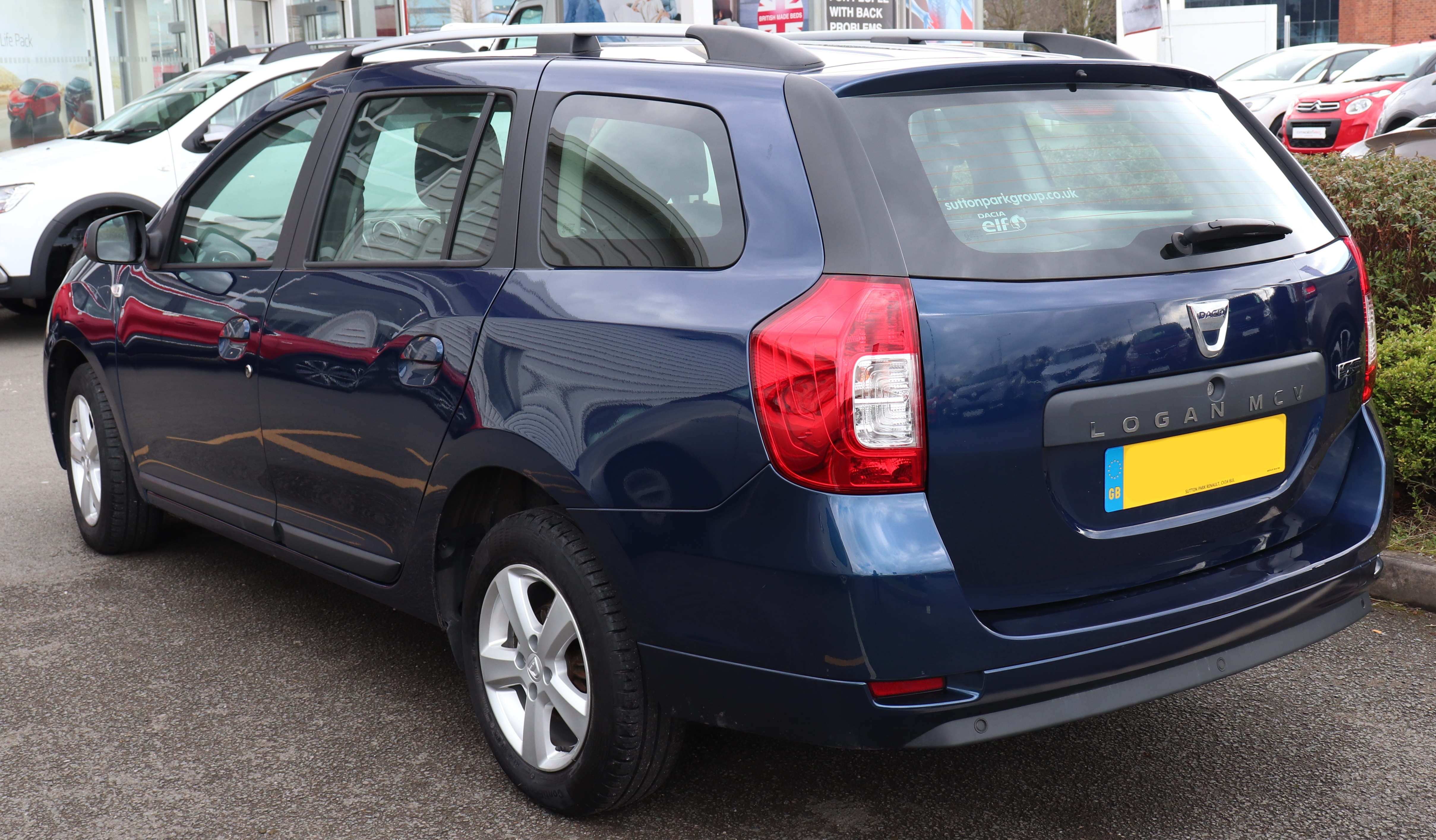
Logan MCV, achteraanzicht
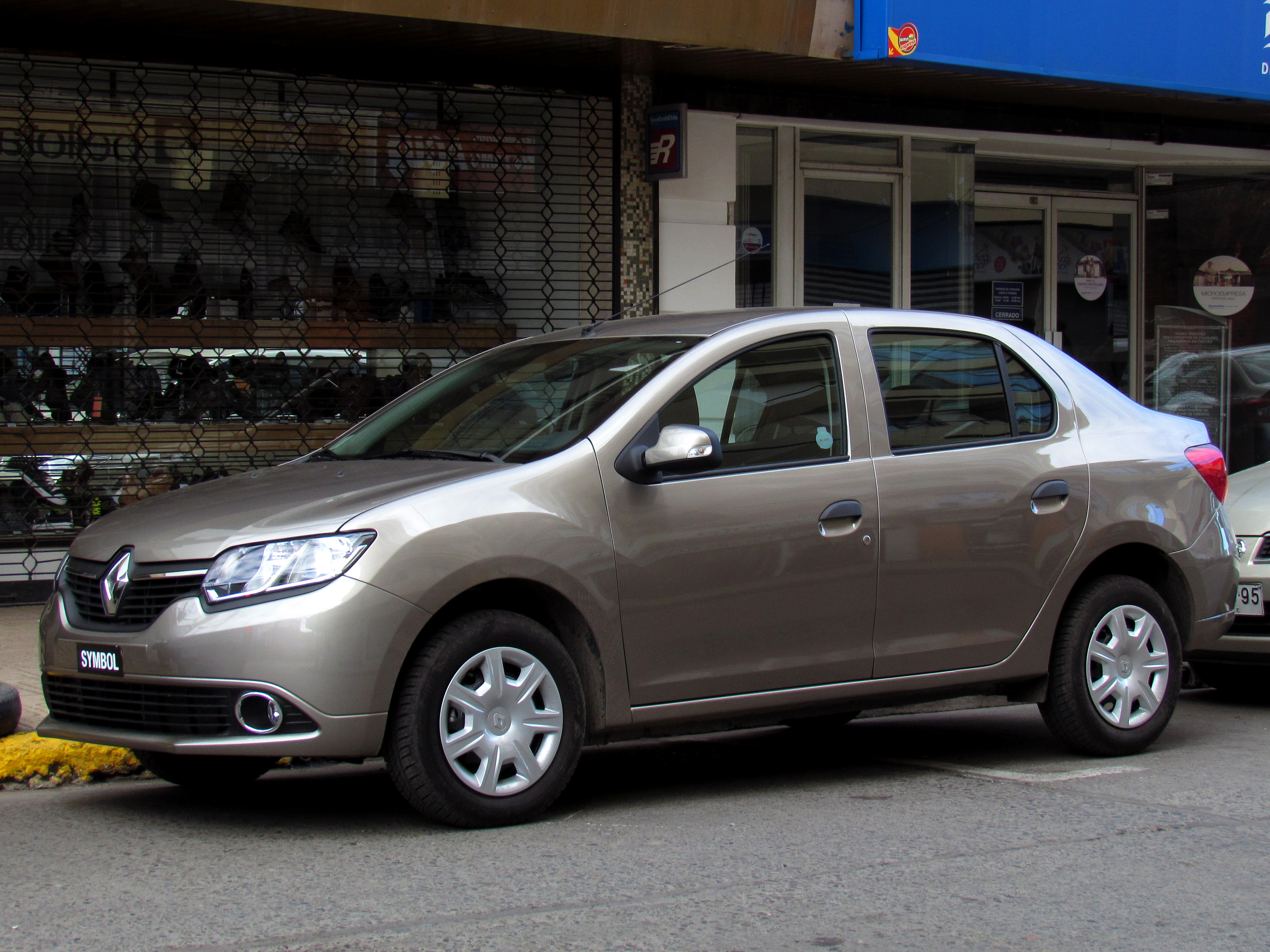
Renault Logan (2014)

## Derde generatie (vanaf 2021)
Samen met de derde generatie Sandero werd in het najaar van 2020 ook de derde generatie Logan gepresenteerd. Technisch gezien gebruikt de Logan voortaan het CMF-B-platform waarop ook de Renault Clio V en Renault Captur II zijn gebaseerd. De Logan sedan komt wederom niet naar West-Europa en de MCV wordt opgevolgd door de eind 2021 voorgestelde Dacia Jogger.
In Turkije wordt de sedan aangeboden als Renault Taliant.

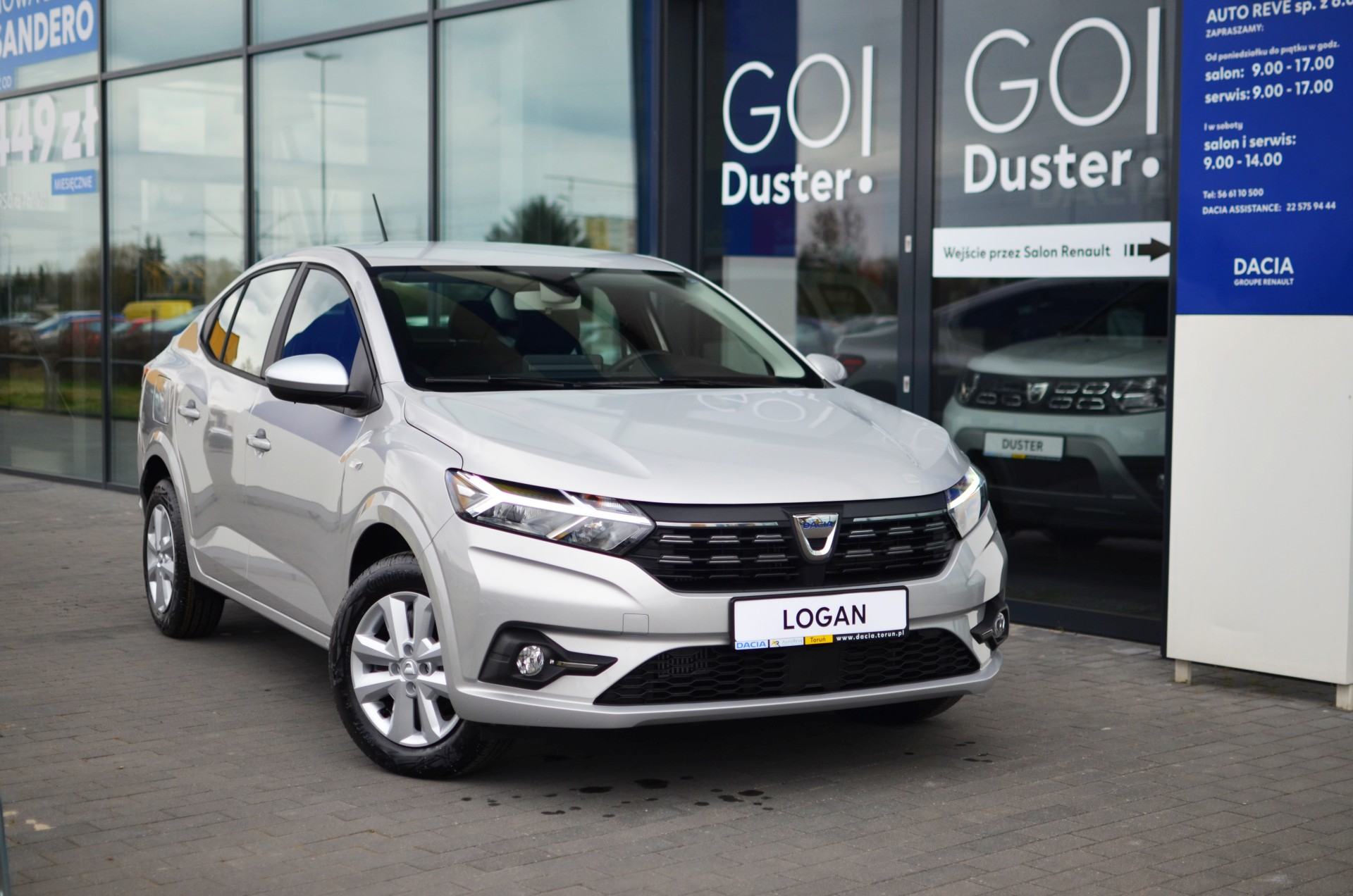
Dacia Logan (sinds 2021)
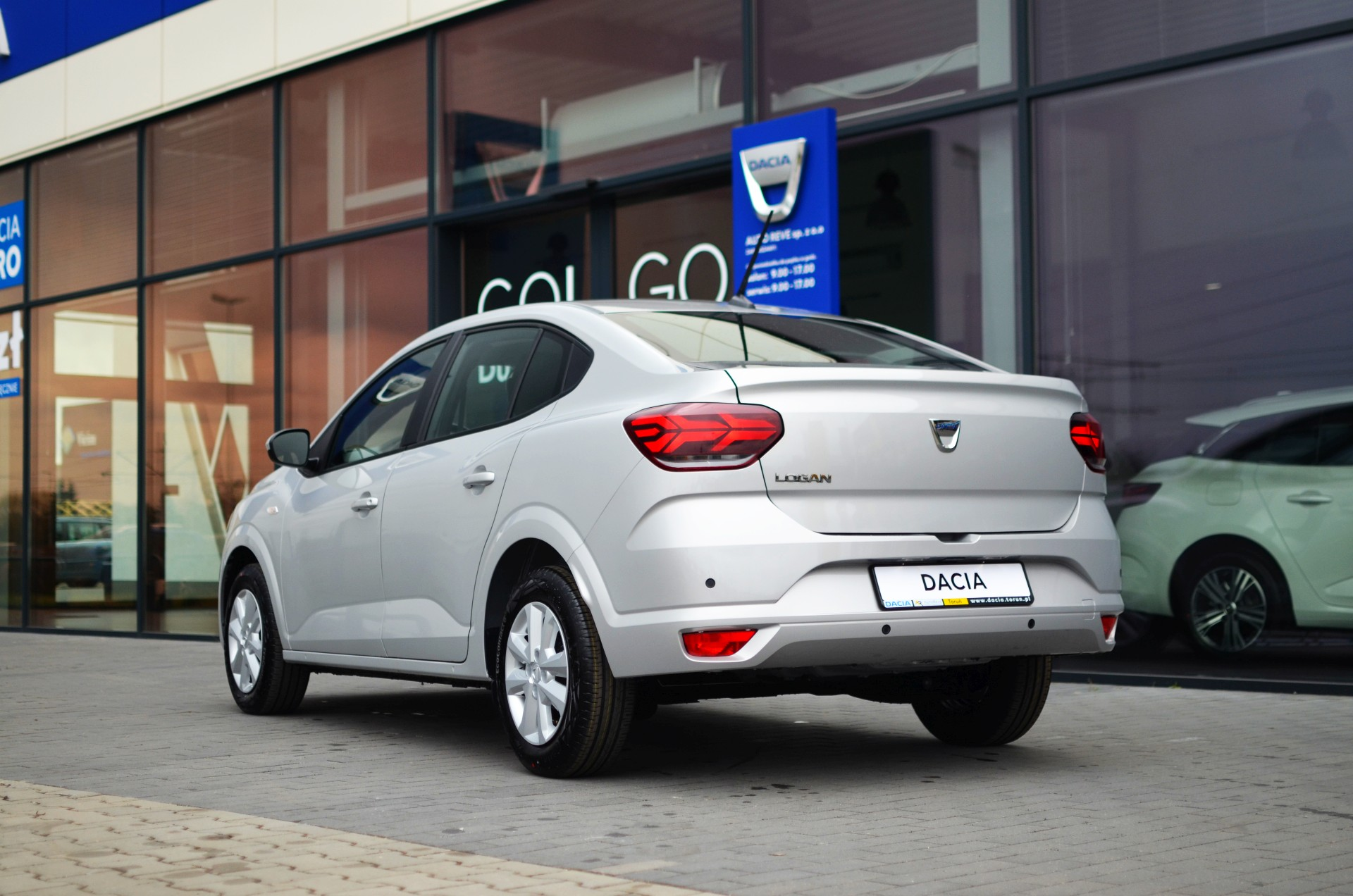
Achteraanzicht